# マツダ・MX-30
MX-30（エムエックス・サーティー）は、マツダが製造・販売するクロスオーバーSUVである。

## 概要
MAZDA3、CX-30に次ぐ、マツダの新世代商品群の第3弾として位置づけられている車種で、同社初の量産電気自動車（EV）として企画された。2019年10月23日に世界初公開され、欧州市場での先行予約を開始。同年10月25日から開催された東京モーターショーにて一般公開された。
日本向けは2020年10月8日に発表された。発表当初は24Vマイルドハイブリッド「M HYBRID」と2.0L直列4気筒DOHCエンジン「SKYACTIV-G」を組み合わせた「e-SKYACTIV G」搭載車したモデルのみを販売し、EVはリースでの販売が予定されていた。この販売方法の違いについて、開発主査の竹内都美子は、MX-30をマツダにおける「電動化技術」のベースモデルと位置づけ、欧州ではニーズが高まるEVからの投入としながらも、日本国内では、多くの消費者が選択しやすいマイルドハイブリッドエンジンの投入としたという。
その後、2021年1月28日に日本国内でもEV仕様が公式発表された。電動化技術の「e-SKYACTIV」が採用され、車体構造は「SKYACTIV-VEHICLE ARCHITECTURE」をベースに、基本骨格がストレート化され、バッテリーパックを骨格として活かした環状構造により剛性を向上し、G-ベクタリング コントロール プラスもエレクトリック G-ベクタリング コントロール プラスとなった。発進から減速までをモーターペダルのみで操作するシステムを採用せず、モーターペダルはガソリン車でのアクセルペダルと同等のシステムとし、ブレーキペダルの操作量からドライバーが必要とする制動力を判断し、その範囲内で最大限のエネルギー回生を行いつつ、不足分を摩擦による制動力で補う回生協調ブレーキが採用される。モーター直結のためトランスミッションはないが、通常走行時の「D」レンジを基準に、プラスとマイナスそれぞれ2段ずつの合計5段を設定し、ステアリングに設置のパドルで変速を可能にする「ステアリングホイールパドル」が装備される。購入方法では選択肢を広げる為、当初予定されていたリース販売ではなく、マイルドハイブリッド車と同じく「マツダスカイプラン」と呼ばれる残価設定型クレジットが利用できるように変更された。
2023年にはプラグインハイブリッドモデルが追加され、日本では「Rotary-EV（ロータリー イーブイ）」の名称で同年9月14日に発表された。「Rotary-EV」はEVのように全領域をモーターで駆動し、エンジンによる発電が加わることで更なる長距離ドライブが可能となっている。発電用に開発された830ccの小排気量仕様ロータリーエンジン8C型をモーターやジェネレーターと同軸上に横置きで配置してモータールームに搭載されており、17.8kWhのリチウムイオンバッテリーや容量50Lの燃料タンクと組み合わせた独自設計のシリーズ式を採用している。EVモデルに比べて重量が増えてもEVモデルと同等の最高速を実現するためにモーターには高出力仕様のMV型が搭載されている。また、マツダの市販車としてはルーチェロータリークーペ以来のロータリーエンジン搭載前輪駆動車となる。
プラットフォームなどの主要部分はCX-30と共通化され、全長と全幅は同一（全高はMX-30が10mm高い）だが、クーペ風のデザインとして後方（Dピラー）を大きく寝かせたデザインとしている。さらに、魂動デザインを採用しながらも、近年のマツダ車で採用されていたシグネチャーウイングをやめ、サイドドアにはRX-8以来となる観音開きの「フリースタイル・ドア」を採用し、全体のデザインに塊感を持たせたものとなっている。
展開方法にも特色があり、パワートレーン・駆動方法（2WD/4WD）ごとにモノグレード（単一車種）としつつ、メーカーオプションの取捨選択を細かく設定することで価格の調整を容易にし、顧客からの「このグレードとこのグレードの間はないのか」といったニーズにも応えることができるという。
北米市場でも、2021年10月から販売されたが、2023年7月に2023年モデルをもって販売を終了することが発表された。

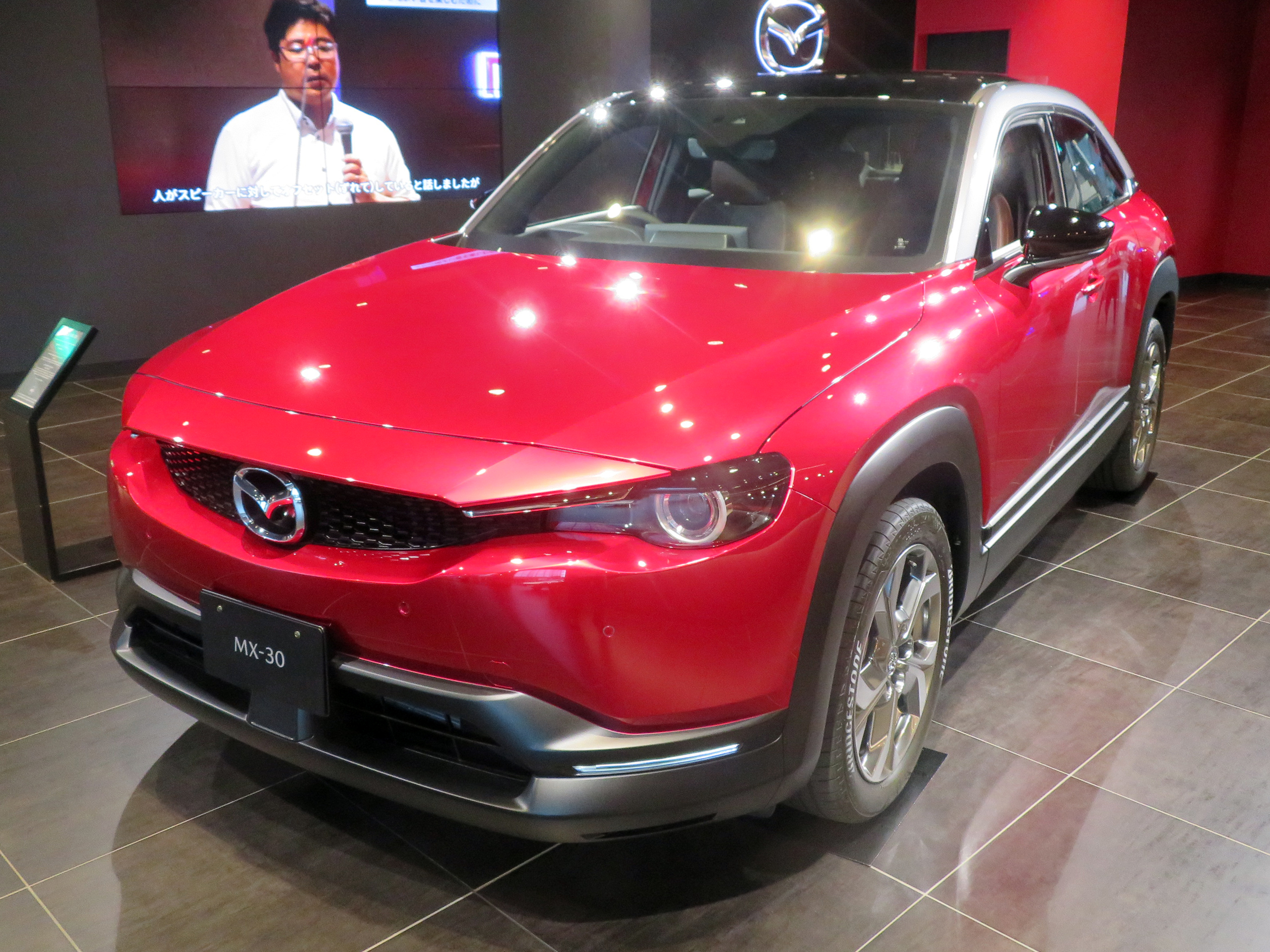
e-SKYACTIV G搭載モデル
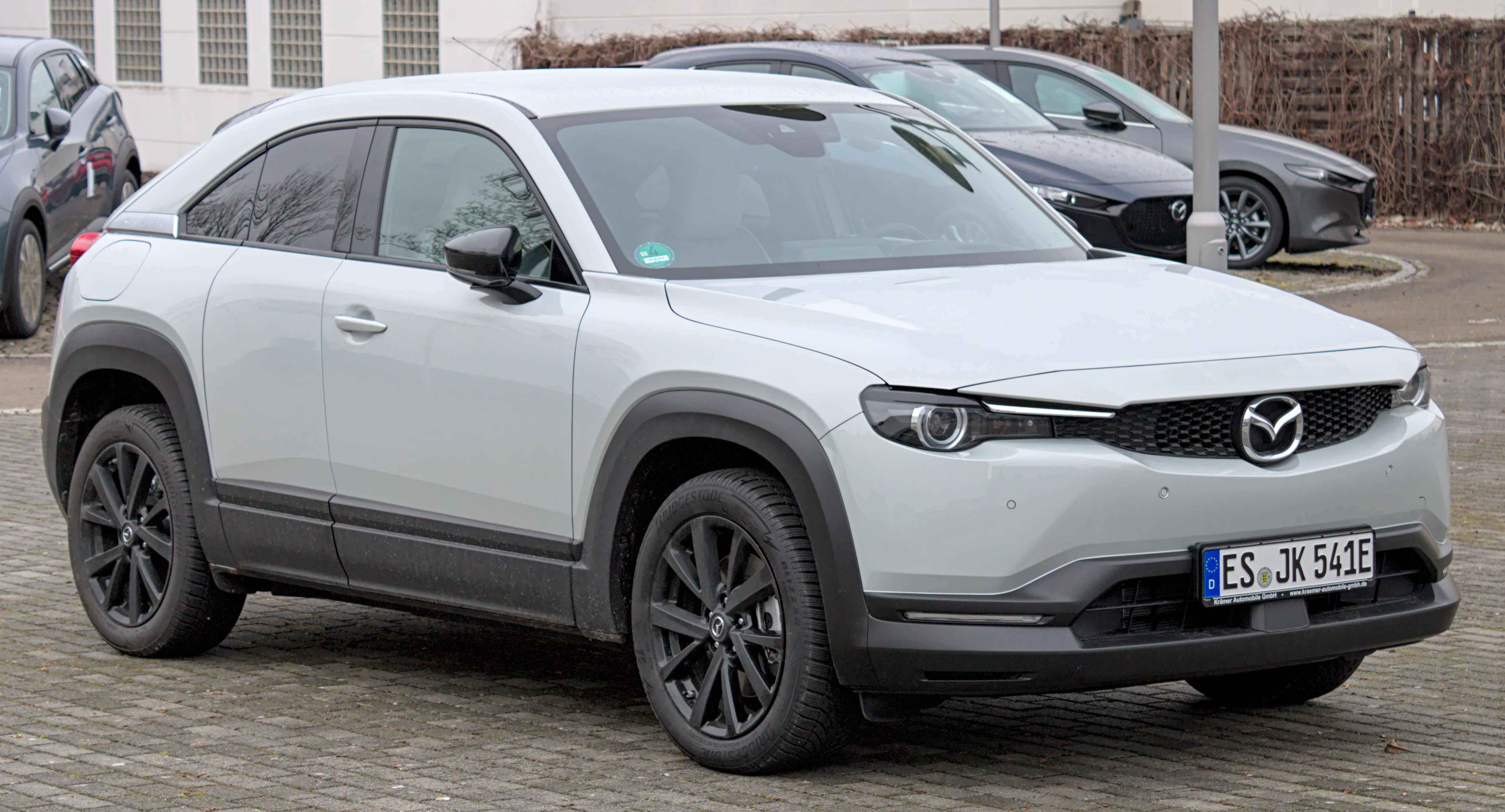
欧州仕様車

## 年表
2019年9月25日
マツダ初の量産電気自動車を第46回東京モーターショーにて世界初公開することを発表。
2019年10月23日
MX-30を世界初公開し、同日からヨーロッパ向けの先行予約を開始。
2020年5月19日
宇品第1工場にて生産を開始。
2020年7月31日
MX-30のマイルドハイブリッドモデルを日本国内に導入することを発表。店頭販売されるのはマイルドハイブリッド搭載車のみとなり、EVモデルは日本では2021年1月以降にリース販売のみとすることを予定。
2020年10月8日
日本でマイルドハイブリッド車の販売を開始。月販目標台数は1,000台。
前述のとおり基本的にモノグレード展開となるが、メーカーオプションを一切排した「ベースモデル」の他、標準的なオプションの組み合わせとして「Basic Set」「Advanced Set」「Highest Set -Industrial Classic-」「Highest Set -Modern Confidence-」の4パターンを提案。
加えて、前身となる東洋コルク工業として創業してから100周年を記念した「100周年特別記念車」も設定。ベースモデルに対して、創立100周年記念スペシャルロゴを施したエンボス加工のフロントヘッドレスト、ホイールキャップ、オーナメント、アドバンストキー（化粧箱を含む）、レッドのフロアカーペット・フロアマットが装備されるほか、メーカーオプションを「ほぼ全て選択」したモデル（ベーシックパッケージ、セーフティパッケージ、ユーティリティパッケージ、360°セーフティパッケージ、ボーズサウンドシステム+12スピーカーなど）となっている。インテリアパッケージはブラックのクロスとレッドの合成皮革のコンビシート仕様、エクステリアパッケージは2トーンセラミックメタリック/マロンルージュメタリックの専用ボディカラーがそれぞれ設定される。
2020年12月7日
「日本カー・オブ・ザ・イヤー」で2020年（2020-2021）から新設された部門賞の一つである「デザイン・カー・オブ・ザ・イヤー」を受賞した。
2021年1月28日
日本でEV仕様が追加発売された。
グレード体系はベース仕様の「EV」、標準仕様の「EV Basic Set」、上級仕様の「EV Highest Set」の3グレードが設定されており、「EV Highest Set」ではマイルドハイブリッドモデル同様に、ブラック/ブラウン内装の「Industrial Classic（インダストリアルクラシック）」とグレー/ホワイト内装の「Modern Confidence（モダンコンフィデンス）」の仕様が選択可能である。
2021年12月9日
日本で手動運転装置付モデル「Self-empowerment Driving Vehicle（セルフ エンパワーメント ドライビング ビークル）」を発表し、同日より予約受注が開始された（2022年1月以降発売予定）。
本装置はアクセルリング（直感コントロール機能付き）、レバーブレーキ、ブレーキサポートボード、移乗ボードの4点がワンパッケージとなっており、押し込むと加速するアクセルリングには、加速する感覚をわかりやすくするため反力に段差を設け、レバーブレーキはシートスライドへの影響が少なく、肩を起点に力を発揮しやすい軌道に配置。ブレーキサポートボードは肘を支点に操作のしやすさや安定したブレーキ操作を実現するためのサポートボード、移乗ボードは車椅子から運転席への乗り移りをサポートする装置で、ワンアクションの座面折り畳み式としており、万一の衝突時にもサイドエアバッグの展開に影響が少ないように配置される。
運転システム切り替え機能も備わっており、レバーブレーキを押し込み、ブレーキロックをかけた状態でイグニッションをONにすることでアクセルリングによる手動操作に、フットブレーキを踏んでイグニッションをONにすることでアクセルペダルによる足での操作にそれぞれ切り換えることが可能なため、友人や家族と交代しながらのドライブも可能となる。
購入の際はオフィシャルサイトから商談予約を申し込み、専門知識を有するスタッフとオンライン上で相談から商談まで行い、販売店で契約の手続きを行う形態を採る。さらに、ユーザーからの要望に合わせて個別にオプション装備の案内がされる。マイルドハイブリッドモデル・EVモデルの全てのモデルに架装が可能だが、新車購入時のみ注文が可能で、工場出荷後の架装は不可となる。また、福祉改造車両の扱いとなるため、取付費を含めた装置分の消費税が非課税となり、国や自治体による減免や助成措置の適応も可能となる。
2022年10月20日
日本で商品改良を発表（同日より予約販売を開始、発売は11月初旬以降を予定）。
マイルドハイブリッド・EV共通でボディカラーの設定が変更となり、マイルドハイブリッドモデルと「EV Highest Set」に設定されている3トーン（特別塗装色）のうち、ソウルレッドクリスタルメタリックとポリメタルグレーメタリックを廃止する替わりに、「フレームドトップ」をブラック単色とした2トーン（特別塗装色）を新設し、ソウルレッドクリスタルメタリックとジェットブラックマイカ、新色のジルコンサンドメタリックの3色を設定。シフトノブのボタンを右側から裏側に配置移動された。
マイルドハイブリッドはオプションセットの「Basic Set」と「Advanced Set」が廃止され、同じくオプションセットだった「Highest Set -Industrial Classic-」と「Highest Set -Modern Confidence-」は「Industrial Classic」と「Modern Confidence」としてそれぞれ独立グレード化され、ベースモデルと合わせて3グレードとなった。
EVはバッテリーから電化製品へ電力供給が可能なAC電源を「EV Highest Set」に標準装備、「EV」と「EV Basic Set」にメーカーオプション設定。ラゲッジルーム内に1500W、フロントコンソールに150Wと2種類の電源が設定される。また、車の駆動用バッテリーに蓄えられた電力を、建物に設置されたV2H充放電設備（別売）に接続することで建物への電力供給を可能とするV2H（Vehicle to Home）機能を全車に標準装備した。また、サイドフェンダーに「EV」ロゴのバッジが追加され、バックドア右下に装着されている「e-SKYACTIV」バッジのデザインが変更された。
2023年1月13日
ブリュッセルモーターショー（en: Brussels Motor Show）で欧州向けのプラグインハイブリッド車「e-SKYACTIV R-EV」が初公開された。
黒基調の外内装色を採用しつつ、ルーフサイドにはR360クーペのルーフ色を復刻したマローンルージュメタリックを差し色として配置され、フロアマットやシートのヘッドレストにローターの形状を模したバッジやエンボス加工などの専用デザインが施された特別仕様車「Edition R」も設定されている。
2023年7月29日
北米市場での販売終了が発表された。
2023年9月14日
前述した「e-SKYACTIV R-EV」を「Rotary-EV（ロータリー イーブイ）」として日本への導入が発表され、同日から予約受注が開始された（11月発売）。特別仕様車「Edition R」も用意される。
2024年10月31日
日本で商品改良された。
AT誤発進抑制制御[前進時/後退時]は従来の障害物（車・壁など）に加えて前方の歩行者も検知対象となり、ドライバー・モニタリングには運転者のわき見を検知すると画面表示と警報音を用いてドライバーに注意を促すわき見警報機能を追加。また、後席に取り残された乗員や荷物がないかの確認をドライバーに促すリアシートアラートが追加された。
センターディスプレイは8.8インチから10.25インチへ大型化され、Apple Carplayはワイヤレス接続にも対応。USB端子はType-AからType-Cに変更された。コネクテッドサービスの提供機能の拡充も行われ、バーグアラーム（侵入センサーなし）が標準装備化され、マイルドハイブリッドにはリモートエンジンスタートに対応した。
グレード体系が刷新され、マイルドハイブリッドは「Modern Confidence」と従来はRotary-EVのみだったのを拡大して設定された「Natural Monotone」の2種、EVはベースモデルの「EV」と従来の「EV Highset」の「Modern Confidence」を単独グレード化した「Modern Confidence」の2種にそれぞれ整理され、Rotary-EVは「Industrial Classic」を廃止した3種となった。
また、全てのパワートレインに特別仕様車「Retro Sports Edition」も設定された。外観はドアミラーやホイール、フロントシグネチャーをブラックで統一され、ルーフ中央部もブラックとした。内装はテラコッタとブラックでコーディネートされ、シート中央にはセーレンのスエード調生地「レガーヌ」が採用された。ボディカラーは本仕様車専用の2トーン（特別塗装色）となり、ジルコンサンドメタリック、セラミックメタリック、マシーングレープレミアムメタリックの3色が設定される。